# 中村哲夫 (デザイナー)
中村 哲夫（なかむら てつお、1931年 - ）は、デザイナー、著述家。
長野県出身。同志社大学卒業。雑誌編集者ののち、グラフィック・デザイナー。城下町・宿場町など全国の古い町並みを訪ね著作をなす。日本建築学会会員。

## 著書
- 『郷愁をよぶ町』新人物往来社、1984
- 『西洋館を訪ねて』保育社カラーブックス、1989
- 『明治・大正の消えた建物たち 絵本』旅行作家の会 旅行作家文庫、1994
- 『明治の学舎』『サライ』編集部共編、小学館、1997
- 『西洋館 明治・大正の建築散歩』写真・文、淡交社、2000
- 『千葉の建築探訪』崙書房出版、2004
- 『茨城の建築探訪』崙書房出版、2006

## 参考
- セブンネットショッピング